# بئر مزوي
بئر مزوي هي قرية مغربية غرب المملكة المغربية. تنتمي بئر مزوي لإقليم خريبكة. تضم هذه الجماعة القروية 6.604 نسمة (إحصاء 2004).